# 木村好珠
木村 好珠（きむら このみ、1990年2月28日 - ）は、日本の精神科医、産業医、スポーツメンタルアドバイザー、健康スポーツ医、『このみ こころとからだクリニック』 院長。大学時代にミス日本グランプリ決定コンテストで「準ミス日本」受賞、翌年に日テレジェニックメンバー選出。2014年に医師免許を取得。芸能事務所 ホリプロスポーツ文化部所属。血液型はO型。

## 概要
精神科医、産業医、スポーツメンタルアドバイザー、健康スポーツ医。1990年生まれ。東邦大学医学部卒業。医学部生時代に準ミス日本を受賞、芸能活動をしながら2014年に医師免許を取得。
現在は精神科医としてメンタルクリニック勤務をしながら、産業医としてたくさんの企業の健康づくりに携わっている。また、早くからスポーツメンタルに取り組み、現在は東京ヴェルディトップチーム、南葛SCトップチームをはじめ、ブラインドサッカー日本代表、レアル・マドリード・ファンデーション・フットボールアカデミー、プロ野球選手など、子どもからトップアスリートまで数多くのメンタルアドバイザーを務める。

## 経歴
東京都出身。日本女子大学附属豊明幼稚園、日本女子大学附属豊明小学校、日本女子大学附属中学校・高等学校卒業を経て東邦大学医学部に入学。
2009年（平成21年）ミス日本グランプリ決定コンテストで準ミス日本を受賞した。2010年（平成22年）日テレジェニック2010のメンバーに選出された。
2011年（平成23年）「GOLF TODAY」（三栄書房）のイメージガールユニット「GTバーディーズ」に参加する。
2012年（平成24年）5月から医師免許を取得するために芸能活動を縮小。
2014年（平成26年）3月に第108回医師国家試験に合格。東邦大学医学部を卒業した。芸能事務所に籍を置きつつ慶應義塾大学病院精神神経科精神科で研修医。
2017年（平成29年）4月から静岡赤十字病院精神神経科で非常勤医師をそれぞれ務めたのち、東北地方の精神病院で常勤医師として勤務。精神科医以外に、産業医やパラリンピックの競技種目であるブラインドサッカー日本代表のメンタルアドバイザーも行っていた。
2017年（平成29年）9月からAmebaTVで放送の『偏差値32の田村淳が100日で青学一直線～学歴リベンジ～』で田村淳の青山学院大学受験の特別講師に就任。
2021年（令和3年）初の著書『スポーツ精神科医が教える 日常で活かせるスポーツメンタル』が出版。ここ一番という大舞台で最大限の力を発揮するための「スポーツメンタル」の技術を紹介。
2022年（令和4年）2冊目の著書『人づき合いがスーッと楽になる　コミュ力アップの法則』、3冊目の著書『メンタル弱いままたのしく生きてく』を出版。同年1月に東京ヴェルディ1969メンタルアドバイザーに就任。
2023年（令和5年）4月、愛媛FCメンタルアドバイザーに就任。
現在は、南葛SCのトップアスリートや、北海道コンサドーレ札幌アカデミー世代のメンタルアドバイザーとしてスポーツメンタルにも携わっている。サッカー以外にも埼玉西武ライオンズの山川穂高など個人選手とも契約し、多岐にわたるスポーツアスリートのメンタルトレーナーを行なっている。

## 人物
- 無類のサッカー好き[13]。
- アレックス・ファーガソンについて度々ツイートしており、10歳の時からプレミアリーグファン。当時はマンチェスター・ユナイテッドのファンであったが、ファーガソン監督の引退後、ダビド・シルバがきっかけでマンチェスター・シティのファンでもある。[14]
- 好きなサッカー選手はマンチェスター・シティFCのレロイ・サネである[3]。
- Jリーグや全国高等学校サッカー選手権大会も大好きで、度々ツイートしている。
- TBSアナウンサー林みなほは中学と高校の同級生。

## 書籍
- 『スポーツ精神科医が教える 日常で活かせるスポーツメンタル』（法研、2021年7月9日）　ISBN 978-4865138313
- 『人づき合いがスーッと楽になる　コミュ力アップの法則』（法研、2022年8月10日）　ISBN 978-4867560075
- 『メンタル弱いままたのしく生きてく』（サンマーク出版、2022年12月19日）　ISBN 978-4763140258

## 出演

### テレビ
- 『キャンパスナイトフジ』（フジテレビ）　※キャンパスナイターズ[15]
- 『考える。』（2010年1月、フジテレビ）
- 『アイドルの穴〜日テレジェニックを探せ!〜』（日本テレビ）※日テレジェニック2010候補生
- 『アイドルちん』（日本テレビ）　※レギュラー出演
- 『シューイチ』（日本テレビ）　※シューイチガールズ
- 『ギルガメッシュLIGHT』（BSジャパン）　※MC
- 『なでしこリーグ』（スカイ・エー）　※ピッチレポーター
- 『ネプリーグ』（フジテレビ）
- 『ナカイの窓』（日本テレビ）
- 『マルさまぁ〜ず』（TBSテレビ）
- 『恋愛マルシェ』（BSフジ）
- 『情報7daysニュースキャスター』（TBSテレビ）　※コメンテーター
- 『モーニングショー』（テレビ朝日）　※コメンテーター
- 『ロンドンハーツ』（テレビ朝日）[16]
- 『サンデージャポン』（TBSテレビ）[17]

### ネット配信
- 『とりあえず生中（三杯目）〜チャレンジの水曜日〜』（ニコニコ動画）
- 『偏差値32の田村淳が100日で青学一直線〜学歴リベンジ〜』（AbemaTV）　※特別講師
- 『みのもんたのよるバズ!』（AbemaTV）

### ラジオ
- 『DJ Tomoaki's Radio Show!』（下北FM）
- 『パックンたまご』（MBSラジオ）　※レギュラー
- 『ラジオ・チャリティー・ミュージックソン』（STVラジオ）

### CM
- 速攻型高吸収コラーゲン「アミノコラーゲン ボーテ」（明治製菓）

### WEBニュース
- 『サッカーダイジェストweb』（2021年6月～）　※連載[18]

### 写真集
- 『キャンパスナイトフジ しこたま卒業アルバム』（講談社、2010年3月19日）　ISBN 978-4-06-379441-0
- 『konomiholic : 木村好珠1st写真集』（東京ニュース通信社、2011年10月15日）　ISBN 978-4863361744
- 『magnetic G 木村好珠vol.1』（magnetic G編集部、2013年6月21日）　ASIN B00DE58K3W
- 『magnetic G 木村好珠vol.2』（magnetic G編集部、2013年8月23日）　ASIN B00ENFT3OW
- 『magnetic G 木村好珠vol.3』（magnetic G編集部、2013年9月20日）　ASIN B00F5W0IGE
- 『magnetic G 木村好珠vol.4』（magnetic G編集部、2013年11月22日）　ASIN B00GN6QVEO
- 『Venus！ Ｌｉｋｅおこのみで』（DECinc、2014年7月4日）　ASIN B00KT7RFUW
- 『木村好珠-このみアルバム-』（五百十、2016年3月18日）　ASIN B01CJZP3OQ
- 『木村好珠-ニコニコこのみん-』（五百十、2016年3月18日）　ASIN B01CJZP3PA
- 『木村好珠-医大生の裏の顔-』（五百十、2016年3月18日）　ASIN B01CJZP3TQ
- 『Fairy Tail Vol.1 / 木村好珠 池田夏希』（五百十、2018年3月1日）　ASIN B079GTG6GD
- 『Fairy Tail Vol.2 / 木村好珠 池田夏希』（五百十、2018年3月1日）　ASIN B079GSVH2N
- 『Fairy Tail Vol.3 / 木村好珠 鈴木咲』（五百十、2018年3月1日）　ASIN B079GT2579
- 『Fairy Tail Vol.4 / 木村好珠 鈴木咲』（五百十、2018年3月1日）　ASIN B079GS97R1
- 『Fairy Tail Vol.5 / 木村好珠 鈴木咲』（五百十、2018年3月1日）　ASIN B079GSB3MY
- 『Fairy Tail Vol.6 / 木村好珠 鈴木咲』（五百十、2018年3月1日）　ASIN B079GVCK5J
- 『BEST / 木村好珠』（コンセプトフィルム、2020年6月7日）　ASIN B0899VVT4K

### DVD
- 『アイドルの穴2010～日テレジェニックを探せ!自主規制!?～テレビでは流せなかったアイドルだらけの水泳大会～』（バップ、2010年5月26日）
- 『アイドルの穴2010～日テレジェニックを探せ!放送禁止!?～未来のトップアイドル候補お宝制服大運動会～』（バップ、2010年5月26日）
- 『アイドルの穴～2010日テレジェニックを探せ!complete DVD-box』（バップ、2010年8月1日）
- 『木村××しちゃいました。 木村好珠 (日テレジェニック2010)』（バップ、2010年9月22日）
- 『アイドルちん このDVDを見よ!! : 中野腐女ちんもももクロちんもトマパイちんもグラドルちんも大集合!!!空前のアイドルガちんコウォーズ』（バップ、2010年11月10日）
- 『アイドルちん ちんプレー好プレー続出ちんこのBOXでは、中野腐女ちんもももクロちんもトマパイちんもグラドルちんも大暴れ!! : 史上最高のアイドルガちんコ大戦の全記憶!!』（バップ、2011年3月18日）